# Tohatchi
Tohatchi (navaho Tó Haachʼiʼ) és una concentració de població designada pel cens dels Estats Units a l'estat de Nou Mèxic. Segons el cens del 2000 tenia 1.037 habitants.

## Demografia
Segons el cens del 2000, Tohatchi tenia 1.037 habitants, 292 habitatges, i 225 famílies. La densitat de població era de 64,8 habitants per km².
Dels 292 habitatges en un 42,5% hi vivien nens de menys de 18 anys, en un 49,3% hi vivien parelles casades, en un 22,9% dones solteres, i en un 22,9% no eren unitats familiars. En el 19,2% dels habitatges hi vivien persones soles el 2,7% de les quals corresponia a persones de 65 anys o més que vivien soles. El nombre mitjà de persones vivint en cada habitatge era de 3,55 i el nombre mitjà de persones que vivien en cada família era de 4,18.
Per edats la població es repartia de la següent manera: un 36,3% tenia menys de 18 anys, un 8,6% entre 18 i 24, un 29,1% entre 25 i 44, un 19,9% de 45 a 60 i un 6,2% 65 anys o més.
L'edat mediana era de 28 anys. Per cada 100 dones de 18 o més anys hi havia 86,7 homes.
La renda mediana per habitatge era de 28.167 $ i la renda mediana per família de 33.750 $. Els homes tenien una renda mediana de 22.917 $ mentre que les dones 21.429 $. La renda per capita de la població era de 10.217 $. Aproximadament el 32% de les famílies i el 31,5% de la població estaven per davall del llindar de pobresa.
El segons el cens dels Estats Units de 2010 el 90,36% dels habitants són nadius americans i el 6,85% blancs. El 4,15% de la població són hispànics.

## Poblacions més properes
El següent diagrama mostra les poblacions més properes.